# Metodo dei liquidi pesanti
Il metodo dei liquidi pesanti è un tipo di separazione per gravità che si applica alle miscele solide.
Consiste nel disperdere il miscuglio, polverizzato finemente, in un liquido inerte che non scioglie i componenti, ottenendo così una sospensione. La separazione dei componenti avviene a causa della differenza di densità, maggiore è la differenza e migliore sarà la separazione. Il liquido deve avere una densità intermedia tra quelle dei componenti da separare.
Nel caso ideale, con una miscela binaria, si avrà un componente che va a fondo e uno che galleggia. Sarà così possibile recuperare il composto più leggero con un cucchiaio a rete metallica; come recipienti è possibile utilizzare un becher o un cilindro graduato.
Come liquidi vengono impiegati solventi organici o soluzioni acquose concentrate di sali di metalli pesanti.